# La Muela
La Muela é um município da Espanha na província de Saragoça, comunidade autónoma de Aragão. Tem 143,17 km² de área e em 2021 tinha 6 125 habitantes (densidade: 42,8 hab./km²).

## Demografia
| Variação demográfica do município entre 1991 e 2004 | Variação demográfica do município entre 1991 e 2004 | Variação demográfica do município entre 1991 e 2004 | Variação demográfica do município entre 1991 e 2004 |
| --------------------------------------------------- | --------------------------------------------------- | --------------------------------------------------- | --------------------------------------------------- |
| 1991                                                | 1996                                                | 2001                                                | 2004                                                |
| 1006                                                | 1098                                                | 1773                                                | 2858                                                |